# Pseudocamptomyia phosphila
Pseudocamptomyia phosphila är en tvåvingeart som först beskrevs av Ephraim Porter Felt 1907.  Pseudocamptomyia phosphila ingår i släktet Pseudocamptomyia och familjen gallmyggor.
Artens utbredningsområde är New York. Inga underarter finns listade i Catalogue of Life.